# ゴーゴーアッコちゃん
ゴーゴーアッコちゃんは、2001年7月に大同(現:ビスティ)が発売した、和田アキ子とタイアップしたパチンコ機のシリーズ名。
CRゴーゴーアッコちゃんGPとCRゴーゴーアッコちゃんJPとゴーゴーアッコちゃんDXの3機種がある。

## 概要
液晶型のデジパチ。確変搭載のCR機2種と、時短搭載タイプの現金機1種の全3種類が発売された。
12種類ある大当たり図柄のうち赤図柄が確変図柄で、青図柄が通常図柄となる。時短搭載のDXの場合は、赤図柄揃いで時短200回、青図柄揃いで時短30回で、赤図柄揃い後の連チャン率は60%近くある。
CR機2種の大当たり確率や確変突入率は共通である。JPはGPに比べて賞球数が抑えられており、大当たり出玉数が若干控えめの無制限仕様として当時発売された。
大当たり中は、アッコちゃんが熱唱。名曲古い日記がフルコーラスで流れる。

本機にはワープルートがない為、スルー周辺の釘調整がヘソ周辺への「寄り」を大きく左右する。プラス調整であれば打ち出した玉の大半がヘソ周辺へと流され、回転率はアップする。保留4消化時の時短機能を活かせれば、時間効率も大幅にアップする。

小当たり仕様は優秀で、止め打ちの手順も容易である。確変中や時短中に止め打ちを行うことで出玉増を狙うことが可能となる。

## スペック
- CRゴーゴーアッコちゃんGP
  - 賞球数 5&12&15
  - 大当たり最高継続 15R（10カウント）
  - 大当たり確率 1/315.5
  - 確変中大当たり確率　1/63.1
  - 確変突入率　1/2
  - 確変期間　10000回転まで/リミッターなし
- CRゴーゴーアッコちゃんJP
  - 賞球数 5&10&14
  - 大当たり最高継続 15R（10カウント）
  - 大当たり確率 1/315.5
  - 確変中大当たり確率　1/63.1
  - 確変突入率　1/2
  - 確変期間　10000回転まで/リミッターなし
- ゴーゴーアッコちゃんDX
  - 賞球数 5&10&13
  - 大当たり最高継続 16R（10カウント）
  - 大当たり確率 1/224.5
  - 時短突入率　100%
  - 時短回数

1･3･5･7･9･Aで大当たり　200回
0･2･4･6･8･Dで大当たり　30回

## 図柄
- 0
- 1
- 2
- 3
- 4
- 5
- 6
- 7
- 8
- 9
- D
- A

## 演出
予告アクション

デジタル回転直後に観客が一斉に拍手をするパターンと、デジタル回転中に画面が暗転するパターンのいずれかが発生した場合は予告演出の始まりである。
- 拍手　→　チョコ

デジタル回転開始時に観客が一斉に拍手をし、その後アッコちゃんの愛犬チョコが画面を横切る。リーチ発展率は高めである。
- 拍手　→　キッス

デジタル回転開始時に観客が一斉に拍手をし、その後アッコちゃんが登場してリーチが確定する。スーパーリーチまで発展せずにノーマルリーチで終わることが多い。
- スポットオフ

デジタル回転中に舞台が暗転。リーチになれば期待度が大幅にアップするが、リーチに発展せずに終わることも多い。
- スピン

チョコもしくはキッス発生後に、右出目と共にアッコちゃんがくるくるっとスピンする。スーパーリーチへの発展が約束される。

拍手が起きると観客中央の女性が後ろを振り向きウインクをする。拍手が起きないで観客中央の女性がこの動作を行った場合は、激熱パターンとなり、スポットオフかスピンのいずれかの予告が発生する。
スポットオフが発生した場合は、リーチに必ず発展し、スポットオフが発生しなかった時はスピン予告が必ず発生する。いずれの予告もリーチに発展すれば大当たり信頼度が高いアクションなので、拍手が起きずに観客のウインクが発生した時点で激熱となる。

リーチアクション

リーチアクションはノーマルリーチを含めて8種類ある。基本的にはノーマルを経由してスーパーに発展する仕組みとなっている。大きく分けて3系統あり、ノーマル後に赤幕が下りればプライベート系、ステージ暗転で舞台系、ハズレ目から発展するチャンス目系がある。

プライベート系
- バー

アッコちゃんがビールを1杯飲み干す度に大当たり図柄が近づいてくる。4杯平らげれば大当たりとなる。
- キッチン

アッコちゃんがフライパンで料理に挑戦する。フライパンをすくい上げる毎に図柄が1コマ進むアクションを見せる。
ハズレ後にSPに発展することがあり、炎が青くなり火力がアップするとSPに突入し、大当たり期待度も上昇する。
舞台系
- ビンタ

アッコちゃんがグローブ級のデカい手で図柄を引っ叩く。「行け〜！」の掛け声と共に、腰の入った猛ビンタが繰り出される。
2発目のビンタが発生したら期待度もアップする。
- ダンス

アッコちゃんが図柄とダンスを踊る。舞台上に図柄が揃った所で、両手を広げ笑顔でウインクポーズが決まれば大当たりとなる。
アッコちゃんが「あ〜忙しい」と通り過ぎてしまうパターンもある。
- ターン

アッコちゃんのフラメンコターンの動きに合わせて図柄が変化していく。最終ターンで図柄が揃えば大当たりとなる。
大当たり時の図柄は、テンパイ時の図柄+2コマの図柄が停止する。
- リサイタル

リーチ後の暗転中のステージ中央に四角い穴が出現すればリサイタルに突入するチャンスとなる。アッコちゃんが登場すれば大当たりが確定し、全回転と共に名曲あの鐘を鳴らすのはあなたを大熱唱する。
アッコちゃんではなくマネージャーが登場するパターンもあり、アッコちゃんが舞台袖からマネージャーにタックルをして登場するパターンもある。
マネージャー登場後にアッコちゃんが登場しない場合はハズレパターンとなる。
チャンス目系
- ステップ

唯一のチャンス目発展系のリーチ。チャンス目から再始動し、図柄がくるくる踊り出して、「あの頃はっ、ハッ！」のタイミングで図柄が揃う。最終ステップ時のアッコちゃんの掛け声で全出目が揃えば大当たりとなる。
チャンス目が出てもステップに発展せずにハズれてしまうこともある。

チャンス目
特定の出目が並ぶと、ステップリーチに発展することがある。
チャンス目のパターンは順子系（123、234等）、頭テンパイ-1（776、332等）の2種類ある。

再抽選アクション

大当たり後の再抽選は、ランダムに選ばれた図柄から3コマ先までコマ送りが発生する仕様である。
偶数図柄から始まった場合はこの仕様により、無条件でプラス3コマの確変図柄へと昇格する。
最終的に通常図柄で一旦停止後に、再始動でプラス4コマ目までコマ送りという昇格確定パターンも存在する。

確変中の止め打ち手順

①小デジタル回転と同時に打ち出しを停止する

②約6秒数えてから6〜7個打ち出す

以後、①に戻って一連の手順を繰り返す。

|                    | 通常時    | 確変時    |
| ------------------ | --------- | --------- |
| 小当たり確率       | 10/11     | 10/11     |
| 小デジタル回転時間 | 29.2秒    | 6.0秒     |
| 電チュー開放時間   | 0.2秒 1回 | 1.5秒 2回 |